# Ruhlander Schwarzwasser
Das Ruhlander Schwarzwasser ist ein linker Nebenfluss der Schwarzen Elster in Brandenburg und Sachsen.

## Verlauf
Er entspringt im Bernsdorfer Gemeindewald bei Heide, einem Ortsteil von Wiednitz. Auf seinem weiteren Verlauf nach Westen fließt der kleine Fluss teils in Brandenburg, teils in Sachsen.
In der Ruhlander Heide bildet er die Grenze zwischen den beiden Ländern. Dort mündet links auch der Saleskbach ein, der von den Heidedörfern Cosel, Grüngräbchen und Großgrabe zufließt.
Das Schwarzwasser fließt dann nach Norden durch Jannowitz und Arnsdorf. Es mündet bei der Stadt Ruhland in die Schwarze Elster.

## Weiteres
In Arnsdorf zweigt linker Hand der Sieggraben ab, der unterhalb von Ruhland ebenfalls in die Schwarze Elster einmündet.